# Montírozás
A montírozás a kész étel, leggyakrabban krémlevesek és meleg mártások vajdarabokkal vagy margarinnal dúsítása. Az étel bársonyossá, fényessé válik, megakadályozza az étel bőrösödését és a vaj vagy a margarin mennyiségétől függően nő az energia- és zsírtartalma. A híg leveseket manié-vajjal lehet dúsítani, a vajhoz feleannyi lisztet tesznek, összegyúrják, majd kis darabokban az ételbe keverik. A montírozást használják a beteg emberek diétájában, a szervezetük erősítéséhez is.